# Moisie (village)
Pour les articles homonymes, voir Moisie.
Moisie est un village du Québec situé sur la Côte-Nord à l'embouchure de la rivière Moisie. Ancienne municipalité, il est depuis le 12 février 2003 un secteur de Sept-Îles.

## Description
Moisie fut à l’origine un village de pêcheurs dont la vocation changea pour devenir en 1867 un centre industriel, grâce à la « Compagnie des mines de Moisie » fondée par les frères Molson qui établirent une fonderie ci-appelée « Les Forges de Moisie » sur la rive (est) opposée au village. Il y avait alors une couche atteignant 1 mètre (3 pieds) d'épaisseur de minerai de fer gisant sur la plage. La compagnie fermera ses portes 8 ans plus tard. Cet indice mènera les prospecteurs du siècle suivant à la découverte des importants gisements de minerai de fer des régions de Schefferville et Labrador City.
Au début du XXe siècle, la compagnie de téléphone s’y installera sur l'initiative de plusieurs notables du village.
Le village situé sous le niveau de la mer fut relocalisé en 1967 à la suite de nombreuses inondations.

### SFC Moisie
Une station militaire de surveillance radar - RCAF Moisie Station qui deviendra plus tard la Station des Forces Canadiennes (SFC) Moisie -  y est établie en 1953. Elle est au début connue sous le nom de Clarke City. Elle faisait partie de la ligne de radar Pinetree, un réseau de surveillance aérien pendant la Guerre froide, qui traversait le Canada d'Est en Ouest. La station cesse ses opérations le 1er avril 1987. Une fois fermée, à la suite de restrictions budgétaires à la défense, elle devient un lieu de résidence pour les amoureux de grands espaces de villégiature. Le secteur même de Sept-Îles est un lieu résidentiel et commercial principal et constitue un milieu de vie privilégié pour les familles.

## Personnalités associées
- Evelyne Bignell, infirmière